# 金肥
金肥（きんぴ/かねごえ）とは、購入肥料（こうにゅうひりょう）とも呼ばれ、農家がお金を出して購入する肥料を指す。これに対し、刈敷・草木灰・厩肥など農家による自家生産が可能な肥料を自給肥料と呼ぶ。

## 概要
日本では江戸時代中期に都市の発達による商品作物流通の増加と貨幣経済の発達が、金肥の需要・供給の双方の増加をもたらした。この時代の金肥の代表格は干鰯・鰊粕などの魚粉や菜種油・胡麻油・綿実油などを生産する時に生じる油粕などであり、特に干鰯は都市に干鰯問屋が形成されるなど広く用いられた。近代以後になると、人工的・工業的に生産された化学肥料が中心的な役目を占めるようになった。
金肥は栄養効率が良くかつ自給肥料を確保するための時間を節約することが可能であったことから、時代が下るにつれて広く用いられるようになった。また、十分な自給肥料の確保が望めない低湿地への農地拡大に対しても影響を与えた。